# یوشیهیرو تاجیری
یوشیهیرو تاجیری (انگلیسی: Yoshihiro Tajiri؛ زادهٔ ۲۹ سپتامبر ۱۹۷۰) کشتی‌گیر کشتی حرفه‌ای اهل ژاپن است.